# Ильина, Зинаида Даниловна
Зинаида Даниловна Ильина (1936—2006) — свинарка совхоза «Прогресс» Пензенского района Пензенской области, Герой Социалистического Труда (1971).

## Биография
Родилась 17 января 1936 года в селе НовоПавловка Пензенского (тогда это — Кондольского) района Пензенской области.
В 1952 году — окончила школу-семилетку. В 1955 году — окончила среднюю школу и начала работать в колхозе имени Ленина Пензенского района. С 1958 года работала в совхозе «Прогресс» Пензенского района, сначала телятницей, потом свинаркой (ухаживала за свиньями).
В 1967 году вступила в КПСС.
В 1967 году со своим звеном получила 3500 голов поросят.
Указом Президиума Верховного Совета СССР от 8 апреля 1971 года за выдающиеся успехи, достигнутые в развитии сельскохозяйственного производства и выполнении пятилетнего плана продажи государству продуктов животноводства, Ильиной Зинаиде Даниловне присвоено звание Героя Социалистического Труда с вручением ордена Ленина и золотой медали «Серп и Молот».
Умерла 24 марта 2006 года.

## Награды
- Герой Социалистического Труда (1971)
- Орден Ленина (1971)
- Звание «Ударник коммунистического труда» (1968)